# Coltivatore diretto
I coltivatori diretti, secondo la legge italiana, sono una categoria di lavoratori autonomi impegnati nella coltivazione diretta dei terreni agricoli.
Essi costituiscono, assieme agli imprenditori agricoli e agli imprenditori agricoli professionali, il cosiddetto settore primario dell'economia italiana.

## Caratteristiche
Per essere riconosciuti tali e per poter essere iscritti nell'apposita sezione dell'I.N.P.S. essi devono dimostrare di impegnare prevalentemente (almeno il 50%) del proprio tempo lavorativo o della loro famiglia alla coltivazione diretta e manuale dei terreni di cui dispongono (almeno 1.500 ore annue) e di trarre dall'attività agricola prevalentemente il proprio reddito. 
La coltivazione dei fondi deve essere svolta con abitualità, costante nel tempo e non occasionale. 
È considerato coltivatore diretto il piccolo imprenditore che coltiva un fondo (art. 2083 CC). 
Se in un contratto d'affitto si ha come oggetto la concessione di un fondo per coltivazione diretta, il soggetto che ottiene il fondo in concessione è considerato affittuario coltivatore diretto se impiega almeno 1/3 del proprio tempo lavorativo o della sua famiglia alla coltivazione del fondo, come previsto dalla legge 203/82 riguardante le norme per gli affitti di contratti agrari.
Inoltre che siano possessori o che conducano (con contratto di comodato o di affitto) almeno 10.000 m² di terreno e che possano dimostrare di avere i mezzi per lavorarlo.